# نیکیتا خروشچف
نیکیتا سرگی‌یویچ خروشچُف (روسی: Никита Сергеевич Хрущёв؛ ۱۵ آوریل [سبک قدیمی: ۳ آوریل] ۱۸۹۴ – ۱۱ سپتامبر ۱۹۷۱) سیاست‌مدار اهل شوروی بود که در طی بخشی از جنگ سرد، رهبری اتحاد جماهیر شوروی را به عنوان دبیر اول حزب کمونیست اتحاد جماهیر شوروی از سال ۱۹۵۳ تا ۱۹۶۴ بر عهده داشت؛ او همچنین در حدفاصل سال‌های ۱۹۵۸ تا ۱۹۶۴، نخست‌وزیر اتحاد شوروی بود و ریاست شورای وزیران را بر عهده داشت. خروشچف در دوران مسئولیتش، مواردی از جمله استالین‌زدایی اتحاد جماهیر شوروی، حمایت از پیشرفت و توسعهٔ برنامه فضایی شوروی و چندین اصلاحات نسبتاً لیبرال در زمینهٔ سیاست داخلی را پی‌گرفت. اعضای حزب کمونیست شوروی، در سال ۱۹۶۴ خروشچف را از قدرت برکنار کردند و لئونید برژنف را به عنوان دبیر اول حزب کمونیست شوروی و آلکسی کاسیگین را به عنوان نخست‌وزیر شوروی جایگزین وی کردند.
خروشچف در سال ۱۸۹۴ در روستایی در غرب روسیه متولد شد. در دوران جوانی به عنوان کارگر فلز مشغول به کار بود و در طول جنگ داخلی روسیه به عنوان کمیسار سیاسی فعالیت داشت. با حمایت لازار کاگانویچ، توانست به تدریج در سلسله‌مراتب شوروی بالا رود. او در ابتدا از پاکسازی‌های استالین حمایت کرد و دستگیری هزاران نفر را تأیید نمود. در سال ۱۹۳۸، استالین او را به عنوان فرماندار جمهوری شوروی اوکراین منصوب کرد و در آنجا پاکسازی‌ها را ادامه داد. در طول جنگ میهنی بزرگ، خروشچف دوباره به عنوان کمیسر فعالیت داشت و نقش واسطه‌ای میان استالین و ژنرال‌های او ایفا کرد. خروشچف در جریان دفاع از استالینگراد حضور داشت و به این امر افتخار زیادی می‌کرد. پس از جنگ، او به اوکراین بازگشت تا این‌که بار دیگر به مسکو فراخوانده شد و به عنوان یکی از مشاوران نزدیک استالین خدمت کرد.
در ۵ مارس ۱۹۵۳، مرگ استالین جنگ قدرتی را به وجود آورد که در آن، خروشچف با تثبیت موقعیت خود به‌عنوان دبیر اول کمیته مرکزی حزب، پیروز شد. در ۲۵ فوریه ۱۹۵۶، در کنگره بیستم حزب، او سخنرانی معروف به «نطق محرمانه» را ایراد کرد که در آن پاکسازی‌های استالین را محکوم نمود و دوره‌ای با سرکوبگری کمتر را در اتحاد جماهیر شوروی آغاز کرد. سیاست‌های داخلی او که با هدف بهبود زندگی شهروندان عادی انجام شد، اغلب بی‌اثر بود، به ویژه در بخش کشاورزی. با امید به اتکا به موشک‌ها برای دفاع ملی در آینده، خروشچف دستور کاهش عمده در نیروهای متعارف نظامی را صادر کرد. با وجود این کاهش‌ها، دوره رهبری خروشچف شاهد سال‌های پرتنش جنگ سرد بود که در نهایت در بحران موشکی کوبا در سال ۱۹۶۲ به اوج رسید.
به عنوان رهبر اتحاد جماهیر شوروی، خروشچف در دهه ۱۹۵۰ به دلیل موفقیت در پرتاب اسپوتنیک و پیروزی در بحران سوئز، بحران سوریه (۱۹۵۷) و حادثه یو-۲ (۱۹۶۰)، محبوبیت چشمگیری کسب کرد. با این حال، تا اوایل دهه ۱۹۶۰، شکست‌های سیاست داخلی و مدیریت نادرست بحران موشکی کوبا به‌طور قابل توجهی حمایت از رهبری او را کاهش داد. این تحولات به رقبای سیاسی او جسارت بخشید که به‌طور مخفیانه قدرت بگیرند و در نهایت در اکتبر ۱۹۶۴ او را از قدرت برکنار کردند. با این وجود، برخلاف بازندگان مبارزات قدرت قبلی شوروی، خروشچف از سرنوشت مرگبار در امان ماند و با یک آپارتمان در مسکو و خانه‌ای فصلی در حومه شهر بازنشسته شد. خاطرات مفصل او به غرب قاچاق شد و بخشی از آن در سال ۱۹۷۰ منتشر گردید. خروشچف در سال ۱۹۷۱ بر اثر حمله قلبی درگذشت.

## سیاست خارجی

### بحران موشکی کوبا
پس از این که شوروی موشک‌هایی را در کوبا مستقر کرد. رئیس‌جمهور وقت آمریکا جان اف کندی دستور داد راه را بر تمام کشتی‌هایی که از بلوک شوروی راهی کوبا بود ببندند و گفت: «هر حمله‌ای از جانب کوبا به هر کشور نیم‌کرهٔ غربی حملهٔ مستقیم شوروی به آمریکا تلقی خواهد شد.» بعد از آن خروشچف پیشنهاد سازش داد و از آمریکا خواست موشک‌های مستقر در ترکیه را برچیند و در عوض شوروی موشک‌های کوبا را برچیند. کندی این را به عنوان یک شرط نپذیرفت ولی خروشچف تسلیم شد و دستور داد موشک‌های کوبا را برچینند. البته کندی پس از مدتی به بهانهٔ فاسد شدن دستور داد موشک‌های ترکیه را برچینند.

### رابطه با جمال عبدالناصر
پس از حملهٔ مشترک سال ۱۹۵۶ انگلستان و فرانسه و اسراییل به مصر در دورهٔ جمال عبدالناصر بر سر ملی اعلام کردن آبراهه سوئز، خروشچف طی یادداشتی کشورهای انگلیس و فرانسه را تهدید به حملهٔ موشکی کرد. همکاری دولت آیزنهاور—رئیس‌جمهور وقت ایالات متحده—و شوروی در این بحران باعث پایان حملهٔ نظامی این سه کشور به مصر شد. این رویداد همراه با سیاست گردش به چپ ناصر موجب نزدیکی بیش از پیش مصر و شوروی و آغاز همکاری گستردهٔ نظامی و اقتصادی شوروی و مصر شد که نمونهٔ آن قرارداد احداث سد اسوان بر روی رودخانهٔ نیل به دست کارشناسان اتحاد شوروی و افتتاح مشترک آن سد با همراهی ناصر و هیئت اعزامی دولت اتحاد شوروی به سرپرستی خروشچف است.
از دیگر پیشامدهای مهم سیاست برون مرزی شوروی در دورهٔ خروشچف می‌توان به کشمکش شدید با غرب بر سر مسئلهٔ آلمان و احداث دیوار برلین در سال ۱۹۶۱ به دستور خروشچف، و همچنین سقوط هواپیمای جاسوسی آمریکا در سیبری در سال ۱۹۶۰ و دستگیری خلبان این هواپیما که با امتناع آیزنهاور از خواسته دولت اتحاد شوروی مبنی از پوزش خواهی رسمی باعث تنش در روابط این کشور با آمریکا شد، سرکوب قیام مردم مجارستان در سال ۱۹۵۶ تلاش برای بهبود روابط با یوگسلاوی زیر رهبری تیتو که تا حد امکان از دخالت استالین در امور این کشور جلوگیری می‌کرد؛ اشاره نمود.

## امور داخلی شوروی

### سخنرانی در بیستمین کنگره حزب کمونیست اتحاد شوروی

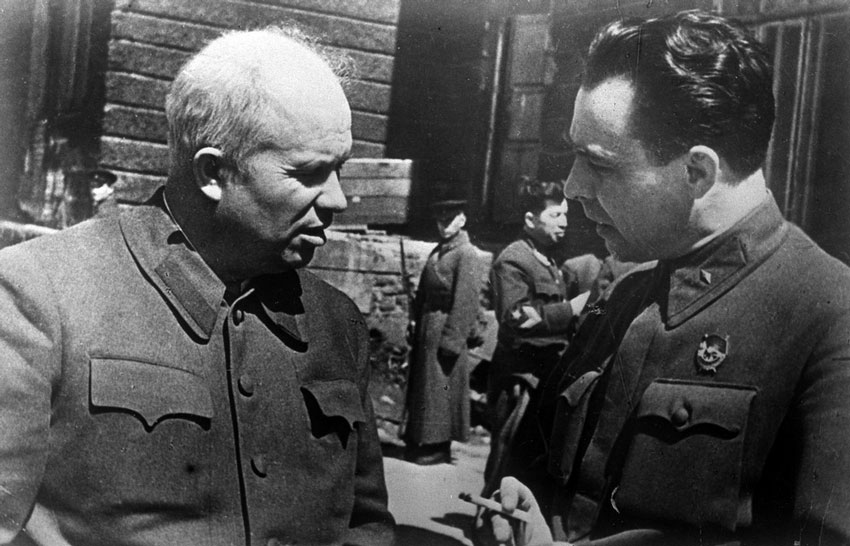
برژنف و خروشچف در آوریل ۱۹۴۳‏

در این کنگره خروشچف در جریان یکی از سخنرانی‌ها به طرز بی‌سابقه‌ای به محکومیت برخی جنایات دورهٔ استالین از جمله محاکمه و تیرباران و تبعید شمار زیادی از بزرگان حزب کمونیست و انقلاب سوسیالیستی اکتبر و نزدیکان لنین همانند زینوویف، ریکوف، کامنف، بوخارین و… پرداخت و از آنان اعادهٔ حیثیت کرد. وی همچنین از اصطلاح «دشمن حزب و خلق» در دورهٔ استالین انتقاد کرد و اظهار داشت که این اصطلاح به کسانی گفته می‌شد که شخص ژوزف استالین آنان را دشمن خود می‌دانست و با این برچسب شمار زیادی از خادمان حزب و انقلاب از میان برداشته شدند. در این سخنرانی خروشچف به وصیت‌نامهٔ لنین اشاره کرد که مدت سی سال توسط استالین پنهان نگهداشته شده بود. در این وصیت‌نامه لنین به اعضای کمیتهٔ مرکزی حزب توصیهٔ اکید کرده بود از آنجایی که استالین فردی تندمزاج و خشن است بهتر است وی را از سمت دبیر اولی حزب برکنار و شخص دیگری را به این سمت منصوب کنند. وی همچنین به نامه‌ای اشاره کرد که در آن لنین به رفتار بد و توهین آمیز استالین نسبت به همسرش به شدت اعتراض نموده‌است و از وی خواست که یا به خاطر این رفتار بد از همسر وی پوزش بخواهد یا رابطه‌اش را با وی قطع خواهد کرد.
عنوان این سخنرانی کیش فردپرستی و نتایج آن بود که در آن خروشچف به نتایج زیان بار فرد پرستی و مغایرت آن با تعالیم مارکسیسم اشاره کرد و آن را مغایر با آموزه‌های لنین دانست.
در این کنگره خروشچف تنها به بخشی از جنایات استالین اشاره کرد و بخش زیادی از آن را فروگذاشت. دلیل اصلی آن همکاری نزدیک وی با استالین به ویژه در سال‌های آخر حکومت استالین و در نتیجه متهم شدن خود خروشچف در بخشی از این جنایات است. در حین سخنرانی و انتقاد خروشچف از استالین یکی از حضار با صدای بلند گفت پس آن موقع که استالین این جنایات را می‌کرد شما کجا بودی؟ خروشچف گفت کی بود این حرف را زد؟ دو سه بار جمله اش را تکرار کرد اما آن مرد از ترس جوابی نداد تا بالاخره خروشچف گفت آن موقع من همین جایی بودم که شما بودی و ترس مانع از حرف زدن من می‌شد.

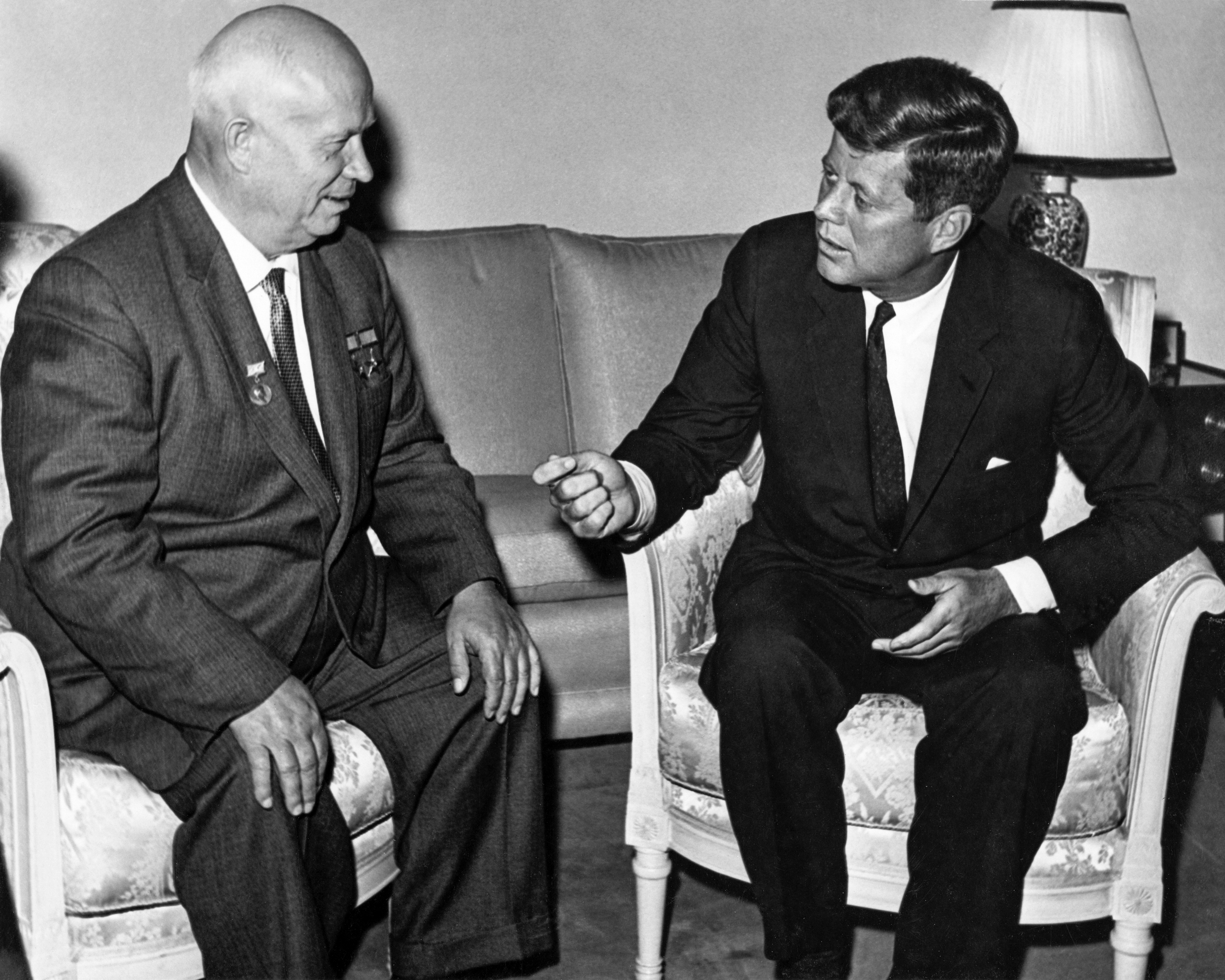
نیکیتا خروشچف و جان اف. کندی در جریان دیدار با یک‌دیگر در وین سال ۱۹۶۱.

در دورهٔ خروشچف بیشتر به صنایع سنگین توجه می‌شد تا تولید کالاهای مصرفی و یکی از نتایج آن پیشرفت چشمگیر شوروی در عرصهٔ هوافضا شد که نمونه‌های آن پرتاب ماهواره اسپوتنیک به فضا در سال ۱۹۵۷ و پرتاب نخستین فضاپیمای برندهٔ انسان به مدار زمین در ماه آوریل ۱۹۶۱ است.
در عرصهٔ کشاورزی سیاست زمین‌های بکر در شوروی به اجرا درآمد که پس از چند سال با شکست رو به رو شد. در این سیاست که بخش بزرگی از آن در قزاقستان به اجرا می‌آمد شمار زیادی از خانواده‌های روستایی از بخش اروپای شوروی به قزاقستان مهاجرت کرده و روستاهای مصنوعی به وجود می‌آوردند و زمین‌های بزرگ و بدون استفاده را با کمک امکانات دولت‌آباد کرده و در آن به کشاورزی می‌پرداختند.

## مناظره آشپزخانه
به موجب قرارداد «لیسی زاروبین» که در سال ۱۹۵۸ بین اتحاد جماهیر شوروی و ایالات متحده آمریکا اجرا شد، مجموعه‌ای از برنامه‌های نمایشگاهی بین دو کشور به اجرا درآمد. از جمله «نمایشگاه ملی اتحاد جماهیر سوسیالیستی شوروی» که در ژوئن ۱۹۵۹ در مرکز همایش‌های نیویورک (New York Coliseum) گشایش یافت. پس از این برنامه «نمایشگاه ملی آمریکا» (American National Exhibition) در سکل‌نیکی پارک مسکو برگزار شد. این نمایشگاه که آمریکا را همچون بهشت فراوانی و شادکامی به معرض تماشا می‌گذاشت، جامعه شوروی را مبهوت و میخ‌کوب کرد. بیش از ۲ میلیون بازدیدکنندهٔ روسی در غرفه‌های رنگارنگ این شهر فرنگ چرخیدند: بسیاری از آنها برای اولین بار تجربه‌ای بصری از شیوهٔ زندگی آمریکایی به دست آوردند و از نزدیک لمس کردند که کدام امکانات تفریحی و رفاهی آمریکایی‌ها مایهٔ رشک دنیا شده‌است. مضمون اصلی این برنامه زندگی روزمرهٔ آمریکایی و نقطهٔ کانونی جذابیت آن، مدل برش‌خوردهٔ یک خانهٔ «نمونه» با یک طبقه و شش اتاق بود. در قلب این خانه، یک آشپزخانهٔ «نمونه» با آخرین تجهیزات الکترونیک قرار داشت. «ریچارد نیکسون» معاون اول رئیس‌جمهور آمریکا که برای افتتاح نمایشگاه به مسکو آمده بود، نیکیتا خروشچف دبیرکل اتحاد شوروی را همراه خود به گردش در نمایشگاه برد. معاشرت آنها هنگام حضور در آشپزخانه نمونه به مناظره‌ای فی‌البداهه بین این دو نفر دامن زد که به «مناظره آشپزخانه» معروف شد.
خرشچف با عجز و آزردگی می‌گوید: «شما آمریکایی‌ها فکر می‌کنید مردم روسیه با دیدن این چیزها هاج و واج می‌شوند. واقعیت این است که تمام خانه‌های جدید ما از این نوع تجهیزات دارند». نیکسون به گونه‌گونی اثاث آشپزخانه اشاره می‌کند و می‌گوید: «ما دوست داریم تنوع و حق انتخاب خودمان را به نمایش بگذاریم. ما نمی‌خواهیم تصمیم‌ها را یک مسئول دولتی که آن بالا نشسته‌است بگیرد و به دستور او همهٔ خانه‌ها را یک جور بسازند». خروشچف از اینکه بر سر این ماشین لباس‌شویی ناقابل بحث کنند اکراه دارد. نیکسون پاسخ می‌دهد: «خیلی بهتر نیست که دربارهٔ ماشین‌های لباس‌شویی حرف بزنیم به جای اینکه راجع به ماشین‌های جنگی، مثلاً موشک‌ها، حرف بزنیم؟».
در پایان خروشچف با توپ پر به نیکسون گفت: «من کوتاه نمی‌آیم!». و ادامه می‌دهد: «تا ۷ سال دیگر، ما هم‌سطح آمریکا خواهیم شد، و بعد جلو خواهیم زد. و همین‌طور که از کنار شما رد می‌شویم، برایتان دست تکان می‌دهیم و می‌گوییم های!»

## برکناری

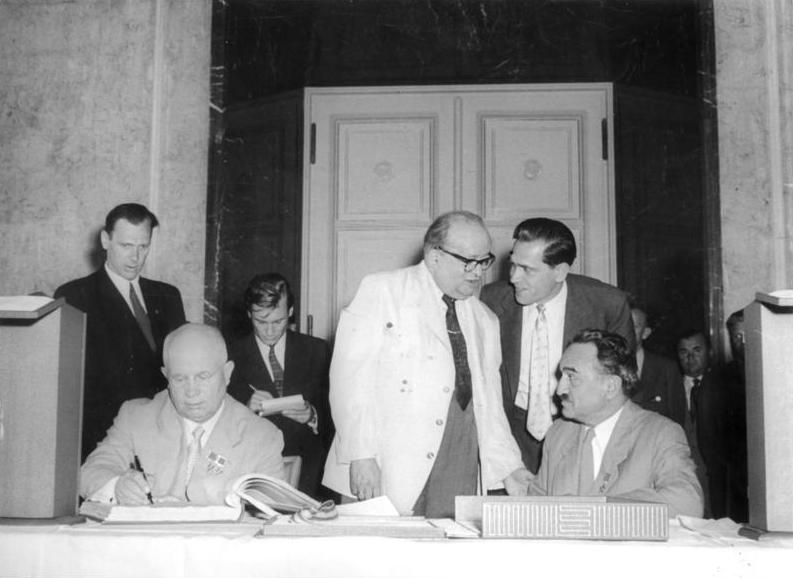
1957 برلین.

تا سال ۱۹۶۲، موقعیت خروشچف به عنوان رهبر حزب مستحکم بود، اما با ازدیاد سن، قابلیت کار او افت کرد و غیرقابل پیش‌بینی شد و اعتماد زیردستانش به او کاهش یافت. مشکلات فزاینده اقتصادی شوروی، فشار بر خروشچف را افزایش داد. برژنف، در ظاهر به خروشچف وفادار ماند اما در ۱۹۶۳ در یک طرح ناموفق برای برکناری خروشچف شرکت کرد. در ۱۹۶۳، برژنف به سمت دبیر دوم کمیته مرکزی حزب کمونیست دست یافت. . در این سمت او در حقیقت قائم مقام رهبر حزب به‌شمار می‌رفت.  خروشچف پس از بازگشت از اسکاندیناوی و چکسلواکی، در اکتبر ۱۹۶۴، برای گذراندن تعطیلات به پیتسوندا در نزدیکی دریای سیاه رفت. رئیس کا گ ب از افراد کلیدی شرکت‌کننده در توطئه بود، زیرا وظیفه او بود که در صورت هرگونه اقدامی علیه رهبری خروشچف موضوع را به او اطلاع بدهد.. در ۱۲ اکتبر، میخائیل سوسلف، به خروشچف تلفن کرد و خواست که او به مسکو بازگردد تا وضعیت کشاورزی در شوروی را بررسی کنند. خروشچف که قصد واقعی کودتاگران را دریافته بود تصمیم گرفت مقاومت نکند. در جلسه‌ای که تشکیل شد، برژنف و نیکلای پادگورنی، خروشچف را به شکست‌های اقتصادی و رفتار خودسرانه و متظاهرانه متهم کردند، تحت تأثیر متحدان برژنف، پولیت بورو به برکناری خروشچف رأی داد. برخی از اعضای کمیته مرکزی حزب خواستار مجازات خروشچف بودند اما برژنف با آن مخالفت کرد. برژنف به عنوان دبیر اول حزب، آلکسی کاسیگین به عنوان رئیس حکومت و آناستاس میکویان به عنوان رئیس کشور انتخاب شدند. ازآن به بعد خروشچف در ویلایی در حومهٔ مسکو زیر نظر بود که در این مدت خاطرات خود را، که در غرب منتشر شد، نوشت.

## مرگ

خبر درگذشت خروشچف در روزنامه اطلاعات

خروشچف در ۱۱ سپتامبر ۱۹۷۱ در سن ۷۷ سالگی درگذشت و جنازه وی تحت مراقبت شدید دفن شد و حتی خانواده‌اش اجازه شرکت در مراسم را پیدا نکردند.